# Йокио, Армас
Армас Йокио (фин. Armas Taisto Jokio, 21 февраля 1918, Хельсинки, Финляндия — 12 октября 1998, Вантаа, Финляндия) — финский киноактёр и оперный певец.

## Биография
В начале своей карьеры работал в театре Финская национальная опера, позже перешёл в Театр Оперетты. Кроме того, принимал участие в работе ревю-театра Punainen mylly («красная мельница»).
Йокио снимался также и в художественных фильмах, в том числе Пекка Пуупяя, Мимми из Мухоса, Летающий калакукко, Майор с большой дороги, Два старых дровосека и во многих других.

## Фильмография
- 1943 — Конокрады
- 1948 — Невеста Калле Аалтонена
- 1949 — /Aaltoska orkaniseeraa
- 1951 — Четыре любви
- 1952 — Маленький трактир на плоту/On lautalla pienoinen kahvila
- 1952 — Мимми из Мухоса/Muhoksen Mimmi — Алекси
- 1952 — Четыре шкипера
- 1953 — Песня о Варшаве
- 1953 — Мы ещё вернёмся
- 1953 — Летающий калакукко/Lentävä kalakukko — Алекси
- 1953 — Пекка Пуупяя на летних каникулах
- 1954 — /Hei, rillumarei!
- 1954 — Майор с большой дороги
- 1954 — Два старых дровосека
- 1954 — Волшебная ночь
- 1954 — Синяя неделя
- 1955 — Продавец кукол и Прекрасная Лилит
- 1955 — /Säkkijärven polkka
- 1955 — Пастор Юссилайнен
- 1955 — /Pekka ja Pätkä puistotäteinä
- 1955 — /Pekka ja Pätkä pahassa pulassa
- 1955 — Прекрасная Каарина
- 1955 — /Helunan häämatka
- 1955 — /Minä ja mieheni morsian
- 1955 — /Ryysyrannan Jooseppi
- 1956 — Юха
- 1957 — /Rakas varkaani
- 1957 — /1918 — mies ja hänen omatuntonsa
- 1957 — /Pekka ja Pätkä ketjukolarissa
- 1957 — /Pekka ja Pätkä salapoliiseina
- 1957 — /Pekka ja Pätkä sammakkomiehinä
- 1957 — /Niskavuori taistelee
- 1957 — Маленькая Илона и её ягнёнок
- 1957 — Крест и огонь
- 1958 — /Asessorin naishuolet
- 1958 — /Äidittömät
- 1958 — /Niskavuoren naiset
- 1958 — /Pekka ja Pätkä Suezilla
- 1958 — /Pekka ja Pätkä miljonääreinä
- 1958 — Перекрёсток двух лыжней
- 1958 — Мазурка странника
- 1959 — Стеклянное сердце
- 1959 — /Pekka ja Pätkä mestarimaalareina
- 1960 — /Pekka ja Pätkä neekereinä
- 1960 — /Kankkulan kaivolla
- 1960 — /Molskis, sanoi Eemeli, molskis!
- 1961 — Девушка и шляпа
- 1961 — /Me
- 1961 — /Oksat pois…
- 1961 — /Toivelauluja
- 1962 — /Tähdet kertovat, komisario Palmu
- 1962 — /Taape tähtenä
- 1962 — "Всё хорошо!" сказал Ээмели
- 1963 — /Villin Pohjolan kulta
- 1981 — /Kiljusen herrasväki